# Dado Pršo
Dado Pršo, né le 5 novembre 1974 à Zadar, est un footballeur international croate. Il évolue au poste d'attaquant du début des années 1990 au milieu des années 2000.

## Biographie

### Enfance et formation
Dado Pršo naît à Zadar le 5 novembre 1974. Son père Rade est chauffeur de taxi et sa mère employée. Le couple a déjà une fille. À huit ans, Dado fréquente le NK Bagat, une structure de quartier, avant de rejoindre le NK Zadar, club phare de la cité dalmate. Pršo a alors pour modèle Marco van Basten, Alen Bokšić et Dejan Savićević.
À treize ans, il intègre les cadets de l'Hajduk Split, à trois heures de bus des siens. Milieu ou attaquant, Dado impose ses qualités. Sélectionné dans les équipes jeunes de la Yougoslavie, il ne fait pas ce qu'il faut en dehors, y compris à l'école. À dix-sept ans, il est vendu au NK Pazinka (en) et gagne ses galons de titulaire en première division alors que son pays s'enfonce dans la guerre.

### Carrière en club

#### Débuts amateurs en France (1993-1999)
À dix-huit ans, grâce à une relation, Dado Pršo découvre le FC Rouen (D2). Blessé, il se retrouve isolé et ne peut empêcher la relégation de son équipe. Il sombre dans les abus et change de silhouette au point de s'approcher des cent kilos. Lorsque le club lui propose un contrat de deux ans en National, il préfère tout arrêter. Heureusement pour lui, il rencontre sa future femme en Normandie avant de mettre le cap au sud. Après quelques mois d'inactivité, hors de condition, Dado rejoint le Stade raphaëlois uniquement pour s'entraîner et retrouver goût au football. Aide-mécanicien dans une entreprise de travaux publics, il travaille le matin et s'entraîne l'après-midi. Lors d'un match contre l'équipe réserve de l'AS Monaco, il est repéré par Gérard et Laurent Banide.
Arrivé à l'AS Monaco, Pršo signe un contrat de stagiaire (à 21 ans) et ne laisse pas passer une seconde fois sa chance. Aligné avec David Trezeguet dans les rangs de l'équipe réserve de l'ASM, il inscrit treize buts en National 2 1996-1997. Barré par la concurrence, il demande à être prêté et rejoint l'AC Ajaccio en National. Arrivé en octobre 1997, il inscrit huit buts, offre vingt passes décisives et participe à la montée en D2 de l'ACA. La saison suivante, il marque treize fois et obtient la nationalité française.

#### AS Monaco FC (1999-2004)
Sollicité par l'AS Saint-Étienne, Pršo retourne comme prévu à l'AS Monaco où Claude Puel lui certifie compter sur lui. Le 14 août 1999, il débute en première division française contre Bastia (4-0). Le 27 mars 2000, il inscrit son premier but au sein de l'élite contre Nantes (2-0), quelques mois avant d'être sacré champion de France 1999-2000. Après avoir découvert la Coupe de l'UEFA lors de cette même saison, il joue ses premiers matchs de Ligue des champions de l'UEFA lors de la suivante.
En février 2002, le Franco-Croate, qui souffre du genou depuis plusieurs mois, doit se faire opérer. Un mois plus tard, il subit une ostéotomie tibiale (fracture volontaire pour remettre correctement la jambe). Il effectue sa rééducation au CERS de Saint-Raphaël avec Robert Pirès. Il effectue son retour le 14 décembre 2002 contre Guingamp et marque un but (4-0).
En novembre 2003, lors d'un match en phase de poule de Ligue des champions contre le Deportivo La Corogne, le jour de son anniversaire, il inscrit un quadruplé (8-3). Pour cette première titularisation en C1, il signe un coup du chapeau et surtout devient seulement le troisième joueur à réaliser un quadruplé dans cette compétition, après son idole Marco van Basten et Simone Inzaghi. Lors de la finale, il rentre en cours de jeu et ne peut empêcher la défaite de son équipe face au FC Porto.
Il reste ensuite à Monaco jusqu'à 2004.

#### Glasgow Rangers (2004-2007)
Le 8 mai 2004, il annonce qu'il rejoindra les Glasgow Rangers à l'issue de son contrat avec l'AS Monaco. Avec 18 buts en 34 matchs, il participe amplement au doublé Championnat-Coupe de la Ligue de son club lors de sa première saison.
En mai 2007, à la suite de grosses blessures, il décide de mettre un terme à sa carrière de footballeur.

### Carrière internationale
Alors dans les rangs de l'Hajduk Split, Dado Pršo est sélectionné au sein des équipes de Yougoslavie jeunes.
Le 29 mars 2003, Dado Pršo connaît sa première sélection en équipe de Croatie contre la Belgique (4-0). Lors de la dernière journée de qualification pour l'Euro 2004, il offre un but à Ivica Olić contre la Bulgarie (1-0, seule défaite du leader bulgare). En barrage contre la Slovénie, il marque les deux buts croates (1-1 et 0-1) et permet à son pays de participer à la compétition. Durant l'Euro 2004, il donne l'avantage au sien face à l'équipe de France avant que David Trezeguet ne scelle le match nul. 

### Carrière d'entraîneur
Dado Pršo est adjoint de Bruno Irles au Pau FC, chargé de l'entrainement des attaquants entre 2019 et 2020.
En août 2024 il entraîne les Girondins de Bordeaux en championnat de National 2 avec Bruno Irles.

## Style de jeu
Imposant physiquement, Dado Pršo harcèle ses adversaires et pèse sur les défenses adverses.

## Statistiques

### Statistiques générales par saison
| Saison                | Club                  | Championnat           | Championnat | Championnat | Coupe nationale | Coupe nationale | Coupe de la Ligue | Coupe de la Ligue | Supercoupe | Supercoupe | Compétition(s) continentale(s) | Compétition(s) continentale(s) | Compétition(s) continentale(s) | Total | Total |
| Saison                | Club                  | Division              | M.          | B.          | M.              | B.              | M.                | B.                | M.         | B.         | Comp.                          | M.                             | B.                             | M.    | B.    |
| 1993-1994             | FC Rouen              | Division 2            | 10          | 1           | -               | -               | -                 | -                 | -          | -          | -                              | -                              | -                              | 10    | 1     |
| 1994-1995             | FC Rouen              | National 1            | -           | -           | -               | -               | -                 | -                 | -          | -          | -                              | -                              | -                              | 0     | 0     |
| Sous-total            | Sous-total            | Sous-total            | 10          | 1           | -               | -               | -                 | -                 | -          | -          | -                              | -                              | -                              | 10    | 1     |
| 1995-1996             | Stade raphaëlois      | National 2            | -           | -           | -               | -               | -                 | -                 | -          | -          | -                              | -                              | -                              | 0     | 0     |
| Sous-total            | Sous-total            | Sous-total            | -           | -           | -               | -               | -                 | -                 | -          | -          | -                              | -                              | -                              | 0     | 0     |
| 1996-1997             | AS Monaco B           | National 2            | -           | -           | -               | -               | -                 | -                 | -          | -          | -                              | -                              | -                              | 0     | 0     |
| Sous-total            | Sous-total            | Sous-total            | -           | -           | -               | -               | -                 | -                 | -          | -          | -                              | -                              | -                              | 0     | 0     |
| 1997-1998             | AC Ajaccio (prêt)     | National              | -           | -           | -               | -               | -                 | -                 | -          | -          | -                              | -                              | -                              | 0     | 0     |
| 1998-1999             | AC Ajaccio (prêt)     | Division 2            | 30          | 13          | -               | -               | 1                 | 0                 | -          | -          | -                              | -                              | -                              | 31    | 13    |
| Sous-total            | Sous-total            | Sous-total            | 30          | 13          | -               | -               | 1                 | 0                 | -          | -          | -                              | -                              | -                              | 31    | 13    |
| 1999-2000             | AS Monaco FC          | Division 1            | 20          | 2           | 5               | 3               | 2                 | 1                 | -          | -          | C3                             | 5                              | 1                              | 32    | 7     |
| 2000-2001             | AS Monaco FC          | Division 1            | 21          | 4           | -               | -               | 2                 | 0                 | 1          | 0          | C1                             | 5                              | 0                              | 29    | 4     |
| 2001-2002             | AS Monaco FC          | Division 1            | 11          | 2           | 3               | 1               | 2                 | 0                 | -          | -          | -                              | -                              | -                              | 16    | 3     |
| 2002-2003             | AS Monaco FC          | Ligue 1               | 20          | 12          | 1               | 0               | 3                 | 3                 | -          | -          | -                              | -                              | -                              | 24    | 15    |
| 2003-2004             | AS Monaco FC          | Ligue 1               | 29          | 8           | 4               | 1               | 1                 | 0                 | -          | -          | C1                             | 11                             | 7                              | 45    | 16    |
| Sous-total            | Sous-total            | Sous-total            | 101         | 28          | 13              | 5               | 10                | 4                 | 1          | 0          | -                              | 21                             | 8                              | 146   | 45    |
| 2004-2005             | Rangers FC            | Scottish Premiership  | 34          | 17          | 4               | 2               | -                 | -                 | -          | -          | C1                             | 8                              | 1                              | 46    | 20    |
| 2005-2006             | Rangers FC            | Scottish Premiership  | 32          | 9           | 2               | 0               | -                 | -                 | -          | -          | C1                             | 7                              | 3                              | 41    | 12    |
| 2006-2007             | Rangers FC            | Scottish Premiership  | 28          | 4           | 1               | 0               | -                 | -                 | -          | -          | C3                             | 8                              | 0                              | 37    | 4     |
| Sous-total            | Sous-total            | Sous-total            | 94          | 30          | 7               | 2               | -                 | -                 | -          | -          | -                              | 23                             | 4                              | 124   | 36    |
| Total sur la carrière | Total sur la carrière | Total sur la carrière | 235         | 72          | 20              | 7               | 11                | 4                 | 1          | 0          | -                              | 44                             | 12                             | 311   | 95    |

### Buts Internationaux
| Buts en sélection de Dado Pršo | Buts en sélection de Dado Pršo | Buts en sélection de Dado Pršo       | Buts en sélection de Dado Pršo | Buts en sélection de Dado Pršo | Buts en sélection de Dado Pršo | Buts en sélection de Dado Pršo          |
| #                              | Date                           | Lieu                                 | Adversaire                     | Score                          | Résultats                      | Compétitions                            |
| ------------------------------ | ------------------------------ | ------------------------------------ | ------------------------------ | ------------------------------ | ------------------------------ | --------------------------------------- |
| 1                              | 29 mars 2003                   | Maksimir Stadium, Zagreb             | Belgique                       | 2-0                            | 4-0                            | Éliminatoires Euro 2004                 |
| 2                              | 15 novembre 2003               | Maksimir Stadium, Zagreb             | Slovénie                       | 1-0                            | 1-1                            | Barrages Euro 2004                      |
| 3                              | 19 novembre 2003               | Stade Bežigrad, Ljubljana            | Slovénie                       | 1-0                            | 1-0                            | Barrages Euro 2004                      |
| 4                              | 17 juin 2004                   | Estádio Dr. Magalhães Pessoa, Leiria | France                         | 2-1                            | 2-2                            | Euro 2004                               |
| 5                              | 4 septembre 2004               | Maksimir Stadium, Zagreb             | Hongrie                        | 1-0                            | 3-0                            | Éliminatoires de la Coupe du monde 2006 |
| 6                              | 26 mars 2005                   | Maksimir Stadium, Zagreb             | Islande                        | 4-0                            | 4-0                            | Éliminatoires de la Coupe du monde 2006 |
| 7                              | 30 mars 2005                   | Maksimir Stadium, Zagreb             | Malte                          | 1-0                            | 3-0                            | Éliminatoires de la Coupe du monde 2006 |
| 8                              | 30 mars 2005                   | Maksimir Stadium, Zagreb             | Malte                          | 2-0                            | 3-0                            | Éliminatoires de la Coupe du monde 2006 |
| 9                              | 28 mai 2006                    | Stade Gradski vrt, Osijek            | Iran                           | 1-1                            | 2-2                            | Match amical                            |

## Palmarès

### Trophées collectifs
AC Ajaccio
- Champion de France de National : 1998

 AS Monaco
- Finaliste de la Ligue des champions : 2004
- Champion de France : 2000
- Vainqueur de la Coupe de la Ligue française : 2003

 Glasgow Rangers
- Champion d'Écosse : 2005
- Vainqueur de la Coupe de la Ligue écossaise : 2005

### Distinctions personnelles
- Élu meilleur joueur croate de l'année en 2003[1], 2004 et 2005
- Avec l'AS Monaco lors de l'édition 2003-2004 face à Deportivo La Corogne, il est un des rares joueurs inscrivant quatre buts en un match de ligue des champions avec Simone Inzaghi, Andriy Chevtchenko, Marco van Basten, Lionel Messi, Bafétimbi Gomis, Robert Lewandowski, Zlatan Ibrahimović[6], Cristiano Ronaldo[7] et Erling Haaland.